# Bill Gold
William Gold, mais conhecido como Bill Gold, (3 de janeiro de 1921 – 20 de maio de 2018) foi um designer gráfico americano, conhecido por criar poster de filme.

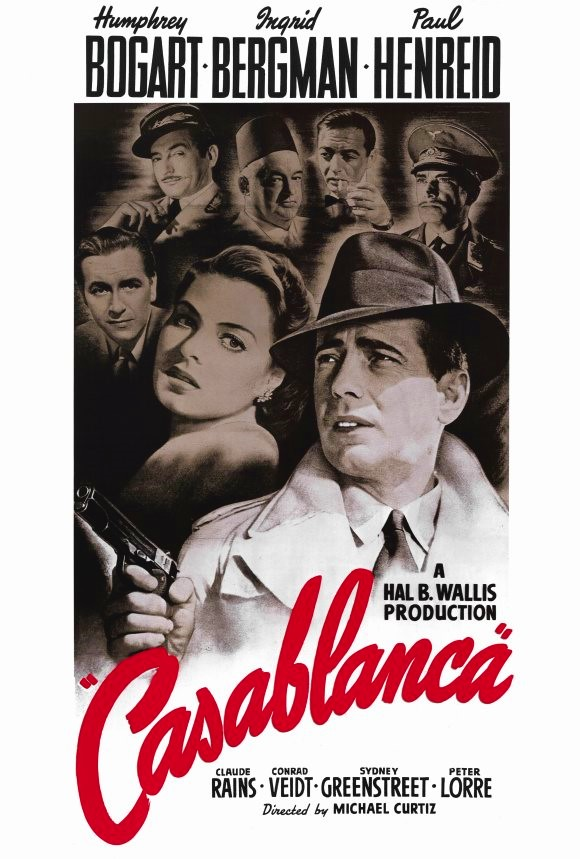
cartaz com versão teatral para o filme Casablanca (1942).

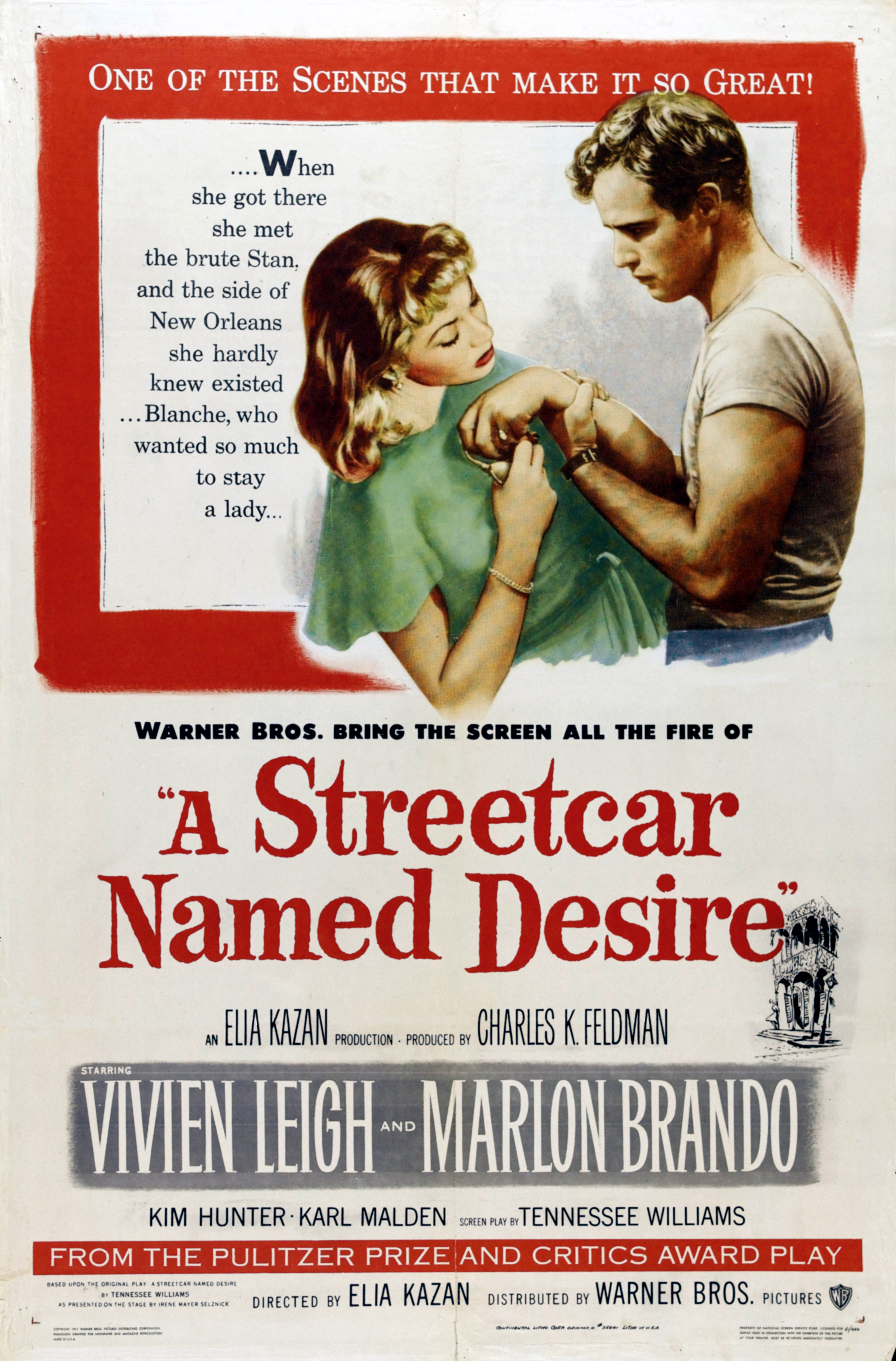
cartaz criado para Um Bonde Chamado Desejo (1951).

Seu primeiro poster do filme foi para Yankee Doodle Dandy (1942), e seu trabalho mais recente foi para o filme J. Edgar (2011).
Durante seus 70 anos de carreira, ele trabalhou com alguns dos maiores cineastas de Hollywood, incluindo Laurence Olivier, Clint Eastwood, Alfred Hitchcock, Stanley Kubrick, Elia Kazan, Ridley Scott, e muitos mais. Entre seus mais famosos cartazes de filmes estão Casablanca, Laranja Mecânica, O Exorcista e Os Bons Companheiros.

## Biografia
Nascido em 3 de janeiro de 1921, na cidade de Nova York. Estudou ilustração e design no Pratt Institute, em Nova York. Iniciou sua carreira profissional em 1941, no departamento de publicidade da Warner Bros. 
Em 1994, Gold foi premiado com o Lifetime Achievement Award " do The Hollywood Reporter. Em 2011, Bill encerrou sua carreira criando cartazes para o filme de Clint Eastwood, J. Edgar.
Ele foi também um membro ativo da Sociedade de Ilustradores, Diretores de Arte do Clube e a Academia de Artes e Ciências cinematográficas. Uma edição limitada, de grandes dimensões, em um único volume, lançou uma retrospectiva  , sendo publicado em janeiro de 2011, em coordenação com o aniversário de 90 anos de Bill Gold.